# سعد الزهراني
سعد الزهراني لاعب كرة قدم سعودي سابق ، يلعب في خط الوسط .
كانت بداياته مع نادي عكاظ ونادي النصر وبعدها لعب لأندية الفيصلي والحزم والوحدة والنجمة ونادي الجبلين .
لعب مع المنتخب السعودي في كأس أمم آسيا 2004 .

## روابط خارجية
- سعد الزهراني على موقع قاعدة بيانات كرة القدم.إي يو (الإنجليزية)
- سعد الزهراني على موقع ناشيونال فوتبول تيمز (الإنجليزية)